# Юцковский, Фёдор Александрович
Фёдор Александрович Юцковский — протоиерей Русской православной церкви.

## Биография
Фёдор Юцковский родился в семье священника Подольской епархии. По окончании Подольской духовной семинарии Юцковский, как лучший из воспитанников, был отправлен в 1839 году в Санкт-Петербургскую духовную академию, где прошёл полный курс наук (1843), и в 1844 году был назначен учителем логики, психологии и латинского языка в Подольскую семинарию.
В следующем году Ф. А. Юцковский был утверждён в степени кандидата и тогда же рукоположен во священники к Гайсинскому собору, с увольнением, по прошению, от учительской должности и с определением градским благочинным. Вслед за тем он определен был цензором проповедей по Гайсинскому уезду, присутствующим духовного правления, попечителем о бедных духовного звания и членом уездного оспенного комитета. Все эти обязанности Юцковский выполнял тщательно и усердно, с полным знанием дела и решимостью принести пользу. Поэтому его служение церкви и обществу удостаивалось внимания епархиального начальства и поощрялось наградами.
В 1852 году он был определён директором Гайсинского попечительного о тюрьмах комитета и назначен членом комитета общественного здравия, а в 1856 году был возведен в сан протоиерея.
В 1861 году Фёдор Александрович Юцковский обратил на себя особенное внимание тем, что своим примером он побудил подведомственные ему причты учредить у себя, согласно Высочайшей воле, церковно-приходские школы, в которых сельские дети в скором времени показали значительные успехи в чтении и письме.
Назначенный в 1862 году ревизором Тульчинского духовного училища, Юцковский своими благоразумными действиями и опытностью успел водворить мир и восстановить поколебавшийся порядок в учебном заведении.
В 1863 году он был награждён орденом Святой Анны 3-й степени, а еще ранее получил камилавку и наперсный крест. Последней наградой его был орден Святой Анны 2-й степени.
Фёдор Александрович Юцковский скончался 6 декабря 1869 года, оплакиваемый многочисленной паствой и евреями, у которых он пользовался особым уважением и авторитетом при решении разных вопросов, за разъяснением которых они очень часто обращались к нему.
Юцковский оставил после себя труд озаглавленный: «О значении и древности действий, совершаемых при освящении храмов», напечатанный в «Христианском чтении» за 1844 год.